# Грот Пушкіна
Пушкінський грот
На території Феодосійського військового клінічного санаторію Міністерства оборони у місті Феодосія збереглася невелика споруда у вигляді грота з колонами. Феодосійці називають це місце Пушкінським гротом.
Тут колись знаходилася дача губернатора Феодосії, Броневського С. М., у якого в серпні 1820 року на кілька днів зупинявся російський письменник О. С. Пушкін.

## Історія
У Феодосію Пушкін заїхав разом з родиною генерала Раєвського по дорозі з Кавказу в Гурзуф. Поет так писав своєму братові про перебування у Феодосії і знайомство з Броневським: «З Керчі приїхали ми в Кафу (Феодосію), зупинилися біля Броневського, людини поважної по непорочній службі і по бідності. Тепер він під судом і, подібно старому Вергілію, розводить сад на березі моря, недалеко від міста … Він не вчена людина, але має великі відомості про Крим, сторону важливу і занедбану».
З Феодосії в Гурзуф Пушкін відплив на вітрильному сторожовому судні «Мінгрелія». На кораблі він написав свій перший вірш, присвячений морю рос. «Погасло дневное светило».
Про перебування О. С. Пушкіна в Феодосії нагадує меморіальна дошка, встановлена при вході до військового санаторію. На мармурі висічено: «Тут 16-18 серпня 1820 зупинявся проїздом в Гурзуф великий російський поет Олександр Сергійович Пушкін».

## Фотогалерея

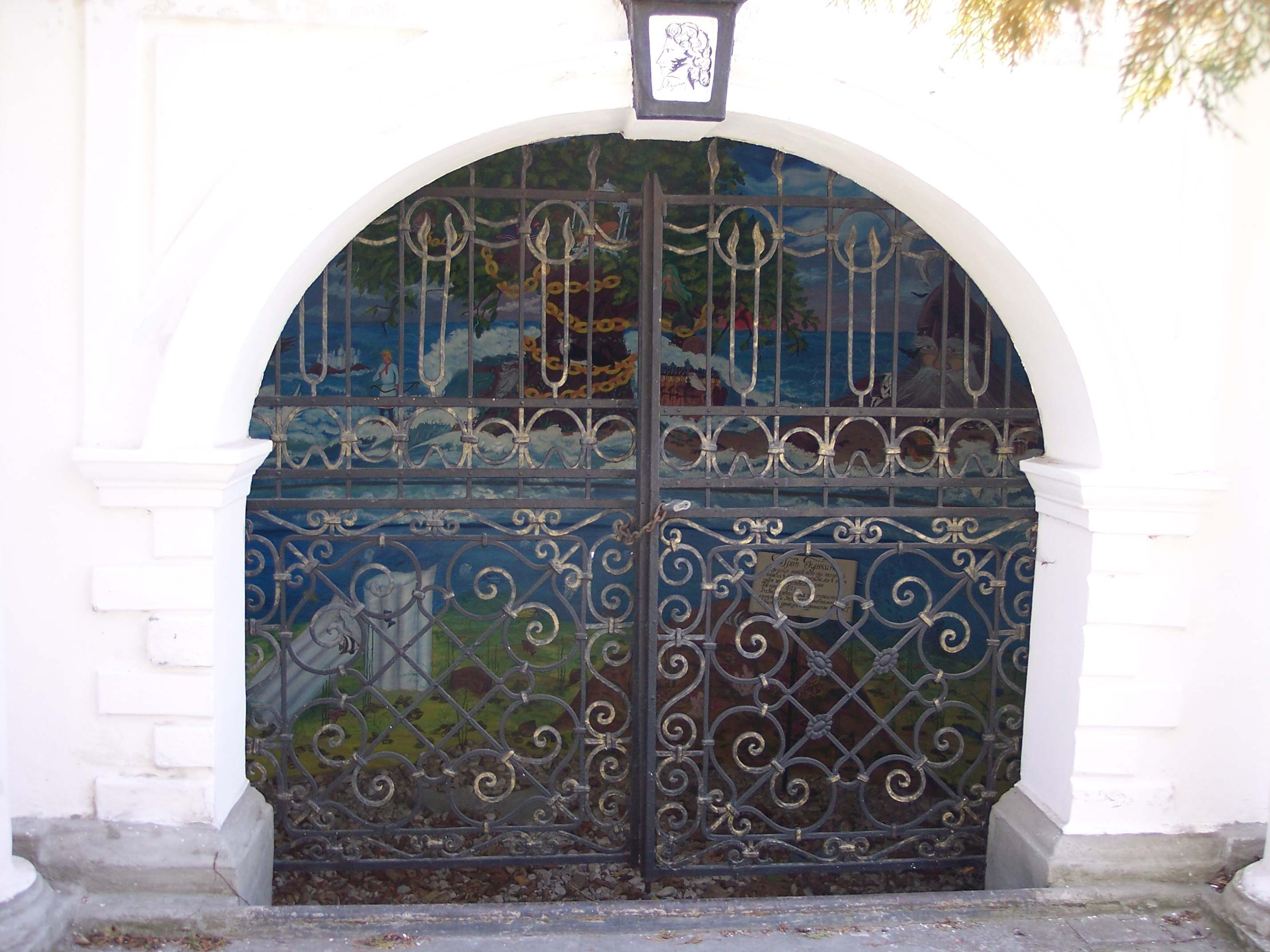
Фасад гроту Пушкіна,Феодосія.
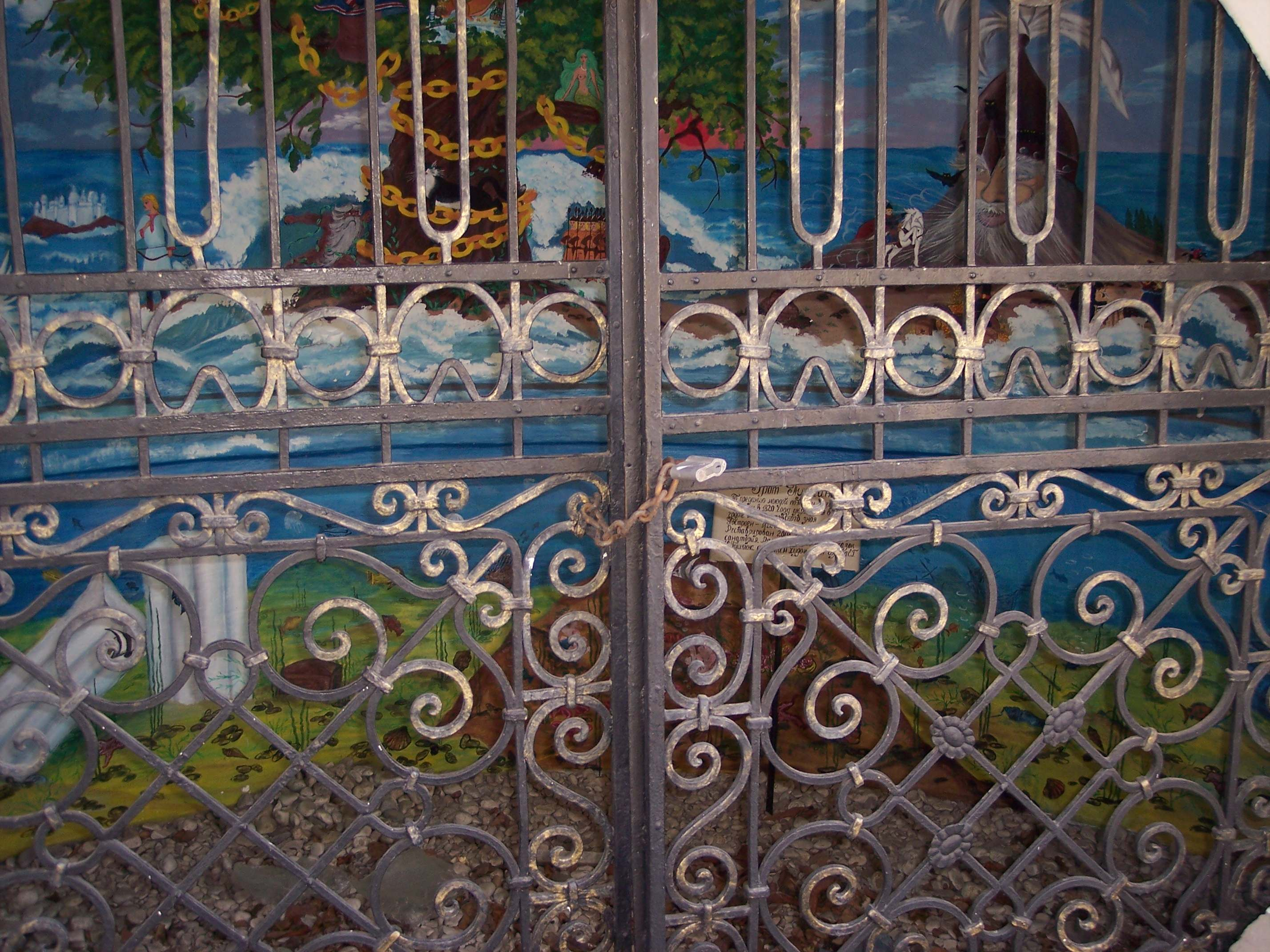
Стулчасті ворота гроту Пушкіна, Феодосія, Крим.
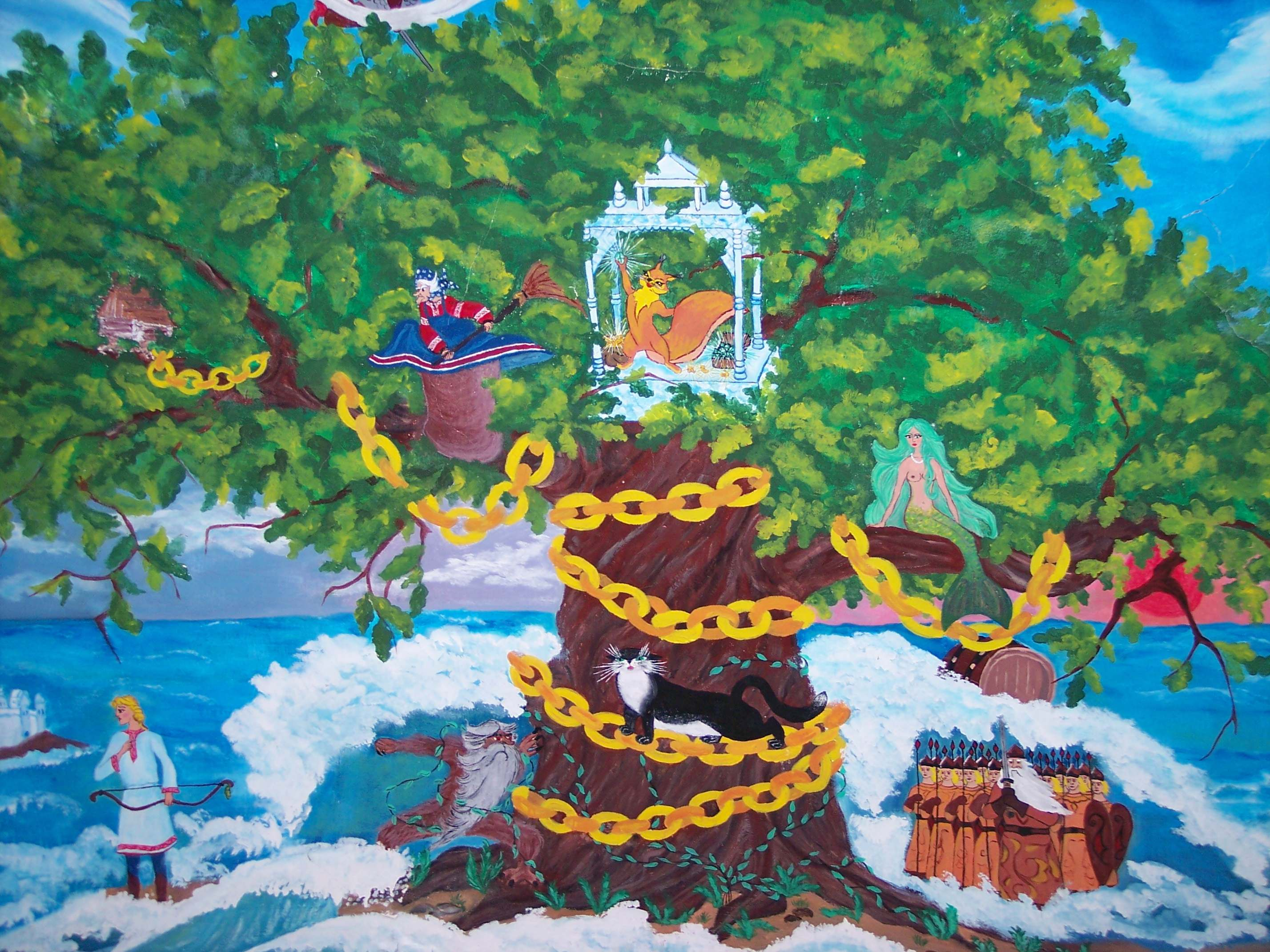
Малювання у гроті Пушкіна, Феодосія, фрагмент 1.
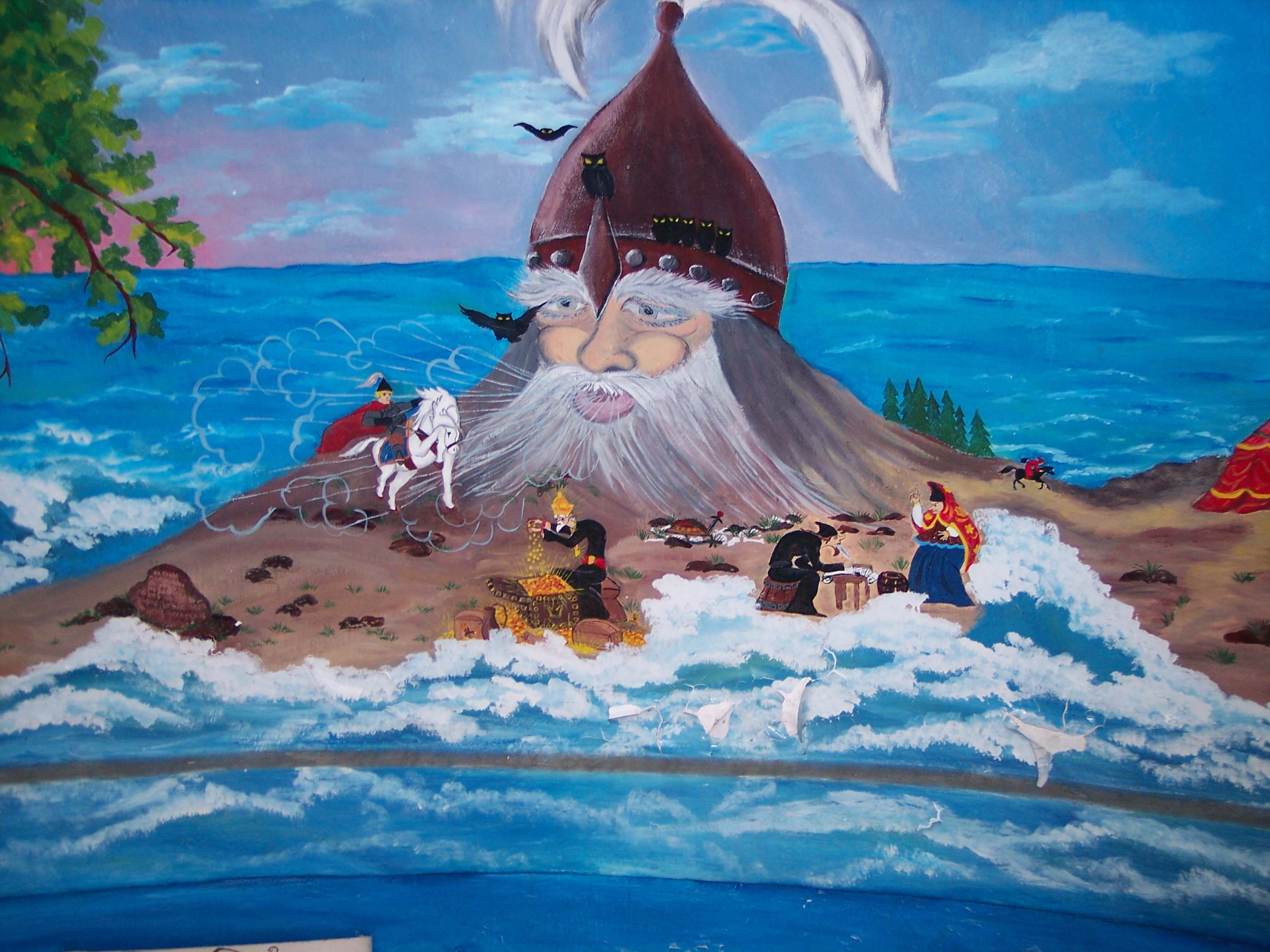
Малювання у гроті Пушкіна, Феодосія, фрагмент 2.
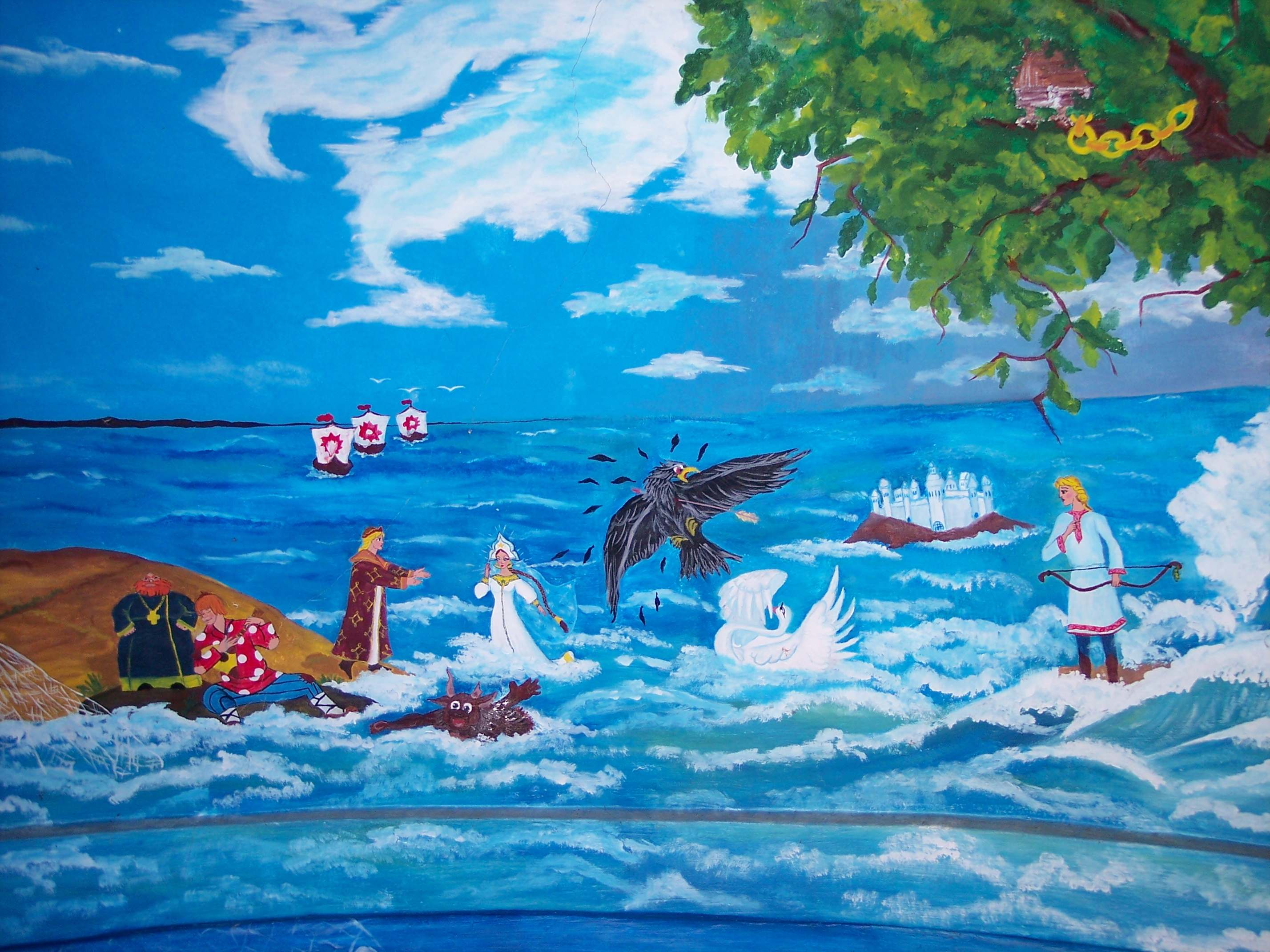
Малювання у гроті Пушкіна, Феодосія, фрагмент 3.